# رویال رامبل (۲۰۲۳)
رویال رامبل (به انگلیسی: Royal Rumble) یک رویداد غیر رایگان (Pay-Per-View) در کشتی حرفه‌ای است که توسط کمپانی دبلیودبلیوئی و برای هر دو برند راو و اسمک‌داون تهیه می‌شود که این دوره‌اش هم در ۲۸ ژانویه ۲۰۲۳ در ورزشگاه آلامودوم شهر سن آنتونیو در ایالت تگزاس برگزار شد. این سی و ششمین رویداد برگزار شده با نام رویال رامبل بود.
بر طبق رسم این پی‌ پر ویو برنده‌ی مسابقه رویال رامبل، حق دادن مسابقه‌ای بر سر کمربند جهانی در رسلمانیای آن سال به دست می‌آورد. برای رویداد سال ۲۰۲۳ هر دو برنده زن و مرد مسابقه رویال رامبل، حق انتخاب کمربندی جهانی به دلخواه برای مسابقه در رسلمانیا ۳۹ را خواهند داشت. برندگان مرد می‌توانند قهرمان کمربند دبلیودبلیوئی برند راو و یا قهرمان کمربند یونیورسال برند اسمک‌داون را برای مسابقه در رسلمانیا ۳۹ انتخاب کنند. برندگان زن هم می‌توانند قهرمان کمربند زنان راو یا قهرمان کمربند زنان اسمک‌داون را برای مسابقه انتخاب کنند.
در این رویداد پنج مسابقه برگزار شد.  در مسابقه اصلی، رومن رینز توانست کوین اونز را شکست دهد تا هر دو کمربند دبلیودبلیوئی و یونیورسال را حفظ کند. در مسابقه رویال رامبل مردان کودی رودز توانست با به بیرون انداختن آخرین نفر (گانتر) برای اولین بار برنده مسابقه رویال رامبل شود. در رویال رامبل زنان نیز ریا ریپلی پیروز شد. بیانکا بلر با شکست دادن الکسا بلیس از کمربند زنان راو خود دفاع کرد. همچنین در یک مسابقه با نام پیچ بلک، بری وایت توانست ال ای نایت را شکست دهد.

## زمینه سازی
رویال رامبل شامل مسابقاتی که بین دشمنی‌های موجود، ماجراها و استوری‌هایی که پیش از این در برنامه‌های راو و اسمک‌دان پخش شده بود است. کشتی‌گیرها با توجه به مسابقات یا سری اتفاقاتی که برایشان رخ می‌دهد و تنش‌ها را به حداکثر می‌رساند، نقش منفی یا قهرمان به خود می‌گیرند و در این رویداد به مسابقه و رقابت می‌پردازند. رویال رامبل علاوه بر مسابقاتی که گفته شد، شامل مسابقه‌ی ویژه‌ای در هر دو بخش مردان و زنان است که ۳۰ کشتی‌گیر از تمامی برندهای دبلیودبلیوئی به نوبت قرعه‌کشی شده در رینگ حضور پیدا کرده و به انداختن حریفان به بیرون از رینگ می‌پردازند، آخرین کشتی‌گیری که در رینگ باقی بماند پیروز مسابقه خواهد شد و شانس مسابقه با یکی از قهرمانان دبلیودبلیوئی در مسابقه‌ی اصلی پی پر ویو رسلمانیا ۳۹ را کسب خواهد کرد.
در اسمکدان ۳۰ دسامبر رومن رینز و سمی زین مقابل کوین اونز و جان سینا شکست خورد اسمکدان بعد کوین اونز رومن رینز را بر سر هردو کمربند دبلیودبلیوای و یونیورسال چلنچ کرد و قرار شد در رویال رامبل ۲۰۲۳ مقابل هم قرار گیرند.

## نتایج

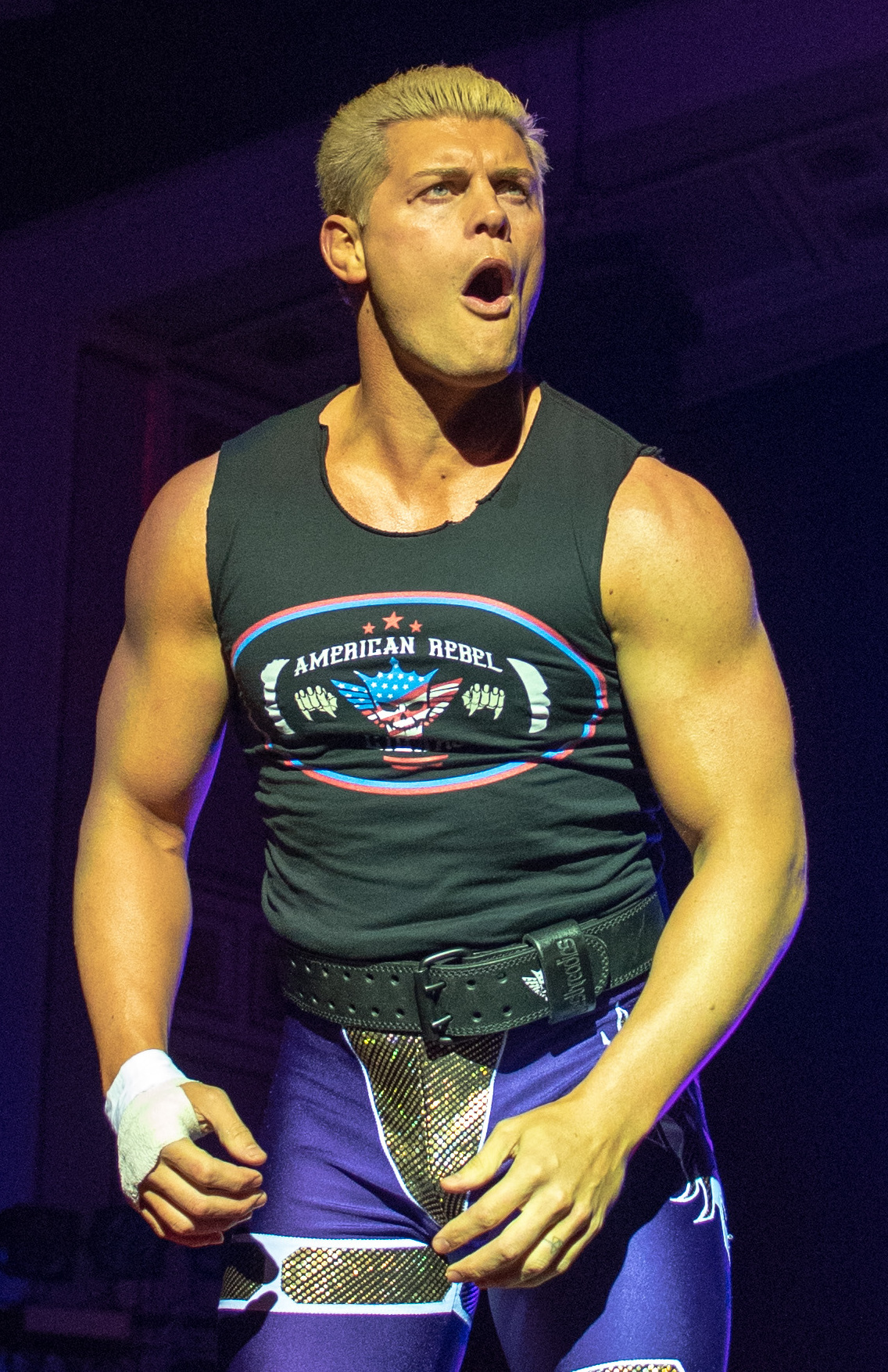
کودی رودز برنده مسابقه رویال رامبل ۲۰۲۳ مردان

| #                                                     | مسابقه                                                                 | نوع مسابقه                                                                                     | مدت زمان |
| ----------------------------------------------------- | ---------------------------------------------------------------------- | ---------------------------------------------------------------------------------------------- | -------- |
| ۱                                                     | کودی رودز پیروز با حذف آخرین نفر یعنی گانتر                            | مسابقه سی نفره رویال رامبل مردان برای به دست آوردن حق مسابقه بر سر کمربند جهانی در رسلمانیا ۳۹ | ۱:۱۱:۴۲  |
| ۲                                                     | بری وایت پیروز در مقابل اِل اِی نایت                                     | مسابقه پیچ بلک                                                                                 | ۵:۰۵     |
| ۳                                                     | بیانکا بلر (c) پیروز در مقابل الکسا بلیس                               | مسابقه تک نفره برای قهرمانی کمربند زنان راو دبلیودبلیوئی                                       | ۷:۳۵     |
| ۴                                                     | ریا ریپلی پیروز با حذف آخرین نفر یعنی لیو مورگان                       | مسابقه سی نفره رویال رامبل زنان برای به دست آوردن حق مسابقه بر سر کمربند جهانی در رسلمانیا ۳۹  | ۱:۰۱:۰۳  |
| ۵                                                     | رومن رینز (c) (با همراهی پاول هیمن و سمی زین) پیروز در مقابل کوین اونز | مسابقه تک نفره برای قهرمانی هر دو کمربند یونیورسال و دبلیودبلیوئی                              | ۱۹:۱۵    |
| - (c) – نشان‌دهنده قهرمان(هایی) است که به میدان می‌روند |                                                                        |                                                                                                |          |

### فهرست شرکت کنندگان و حذف شدگان در مسابقه‌ی رویال رامبل مردان
–راو
  – اسمک‌داون
  – ان‌اکس‌تی
  – کشتی‌گیر آزاد
  – برنده
| قرعه | شرکت کننده      | برند/وضعیت | ترتیب حذف | حذف شده توسط              | مدت زمان حضور | تعداد حذف |
| ---- | --------------- | ---------- | --------- | ------------------------- | ------------- | --------- |
| ۱    | گونتر           | اسمکدان    | ۲۹        | کودی رودز                 | ۱:۱۱:۴۲       | ۵         |
| ۲    | شیمس            | اسمکدان    | ۲۱        | گانتر                     | ۵۲:۳۰         | ۳         |
| ۳    | میز             | راو        | ۱         | شیمس                      | ۰۴:۲۲         | ۰         |
| ۴    | کوفی کینگستون   | اسمکدان    | ۴         | گانتر                     | ۱۴:۵۳         | ۰         |
| ۵    | جانی گارگانو    | راو        | ۱۴        | دومینیک میستریو و فین بلر | ۲۹:۵۸         | ۰         |
| ۶    | زیویر وودز      | اسمکدان    | ۳         | گانتر                     | ۱۰:۲۸         | ۰         |
| ۷    | کاریون کراس     | اسمکدان    | ۲         | درو مکینتایر              | ۰۴:۲۲         | ۰         |
| ۸    | چد گیبل         | راو        | ۷         | براک لزنر                 | ۰۸:۴۱         | ۰         |
| ۹    | درو مکینتایر    | اسمکدان    | ۲۲        | گانتر                     | ۳۹:۱۰         | ۳         |
| ۱۰   | سانتوس اسکوبار  | اسمکدان    | ۵         | براک لزنر                 | ۰۴:۵۶         | ۰         |
| ۱۱   | آنجلو داوکینز   | راو        | ۶         | براک لزنر                 | ۰۳:۱۷         | ۰         |
| ۱۲   | براک لزنر       | راو        | ۸         | بابی لشلی                 | ۰۳:۳۴         | ۳         |
| ۱۳   | بابی لشلی       | راو        | ۱۱        | ست "فریکین" رولینز        | ۰۷:۱۳         | ۱         |
| ۱۴   | بارون کوربین    | راو        | ۹         | ست "فریکین" رولینز        | ۰۰:۰۶         | ۰         |
| ۱۵   | ست رالینز       | راو        | ۲۷        | لوگان پاول                | ۳۷:۱۷         | ۲         |
| ۱۶   | اوتیس           | راو        | ۱۲        | درو مک اینتایر و شیمس     | ۰۳:۰۶         | ۰         |
| ۱۷   | ری میستریو      | اسمکدان    | ۱۰        | قادر به مسابقه دادن نبود* | ۰۰:۰۰         | ۰         |
| ۱۸   | دامینیک میستریو | راو        | ۲۳        | کودی رودز                 | ۲۵:۴۴         | ۱         |
| ۱۹   | الایس           | راو        | ۱۳        | درو مکینتایر و شیمس       | ۰۰:۳۹         | ۰         |
| ۲۰   | فین بلر         | راو        | ۱۸        | ادج                       | ۰۷:۴۵         | ۲         |
| ۲۱   | بوکرتی          | ان اکس تی  | ۱۵        | گانتر                     | ۰۰:۰۴۲        | ۰         |
| ۲۲   | دیمین پریست     | راو        | ۱۷        | ادج                       | ۰۴:۰۳         | ۱         |
| ۲۳   | مونتز فورد      | راو        | ۱۶        | دیمین پریست               | ۰۰:۴۷         | ۰         |
| ۲۴   | ادج             | راو        | ۱۹        | فین بلر و دیمین پریست     | ۰۱:۰۴         | ۲         |
| ۲۵   | آستین تئوری     | راو        | ۲۶        | کودی رودز                 | ۱۵:۴۰         | ۱         |
| ۲۶   | اوماس           | راو        | ۲۰        | براون استرومن             | ۰۲:۴۶         | ۰         |
| ۲۷   | براون استرومن   | اسمکدان    | ۲۴        | کودی رودز و ریکوشی        | ۱۱:۱۴         | ۱         |
| ۲۸   | ریکوشی          | اسمکدان    | ۲۵        | آستین تئوری               | ۰۹:۱۳         | ۱         |
| ۲۹   | لوگان پاول      | راو        | ۲۸        | کودی رودز                 | ۱۰:۵۶         | ۱         |
| ۳۰   | کودی رودز       | راو        | —         | برنده                     | ۱۵:۰۷         | ۵         |

### فهرست شرکت کنندگان و حذف شدگان در مسابقه‌ی رویال رامبل زنان
– راو
  – اسمک‌داون
  – ان‌اکس‌تی
  – کشتی‌گیر آزاد
  – برنده
| قرعه | شرکت کننده   | برند/وضعیت | ترتیب حذف | حذف شده توسط | مدت زمان حضور | تعداد حذف |
| ---- | ------------ | ---------- | --------- | --- | ------------- | --------- |
| ۱    | ریا ریپلی    | راو        | —         | برنده | ۱:۰۱:۰۸       | ۷         |
| ۲    | لیو مورگان   | اسمکدان    | ۲۹        | ریا ریپلی | ۱:۰۱:۰۷       | ۳         |
| ۳    | دانا بروک    | راو        | ۲         | بیلی، داکوتا کای و آیو اسکای                                                                                            | ۱۱:۴۳         | ۰         |
| ۴    | اِما          | اسمکدان    | ۳         | داکوتا کای | ۱۰:۱۲         | ۰         |
| ۵    | شینا بیزلر   | اسمکدان    | ۶         | بیلی، داکوتا کای و آیو اسکای                                                                                            | ۱۳:۲۸         | ۰         |
| ۶    | بیلی         | راو        | ۱۳        | لیو مورگان | ۲۷:۰۹         | ۵         |
| ۷    | بی-فب        | اسمکدان    | ۱         | ریا ریپلی | ۰۰:۳۶         | ۰         |
| ۸    | روکسان پرز   | ان اکس تی  | ۴         | بیلی، داکوتا کای و آیو اسکای                                                                                            | ۰۴:۳۴         | ۰         |
| ۹    | داکوتا کای   | راو        | ۱۰        | بکی لینچ | ۲۲:۲۰         | ۵         |
| ۱۰   | آیو اسکای    | راو        | ۱۱        | بکی لینچ | ۲۰:۴۹         | ۵         |
| ۱۱   | ناتالیا      | اسمکدان    | ۵         | بیلی، داکوتا کای و آیو اسکای                                                                                            | ۰۳:۰۸         | ۰         |
| ۱۲   | کندیس لری    | راو        | ۷         | آیو اسکای | ۰۵:۱۱         | ۰         |
| ۱۳   | زوی استارک   | ان اکس تی  | ۱۶        | سونیا دویل | ۲۶:۳۴         | ۰         |
| ۱۴   | زایا لی      | اسمکدان    | ۱۴        | زلینا وگا | ۱۵:۳۰         | ۰         |
| ۱۵   | بکی لینچ     | راو        | ۱۲        | بیلی | ۱۰:۴۵         | ۲         |
| ۱۶   | تیگن ناکس    | اسمکدان    | ۸         | آسوکا | ۰۳:۴۱         | ۰         |
| ۱۷   | آسکا         | راو        | ۲۸        | ریا ریپلی | ۳۳:۱۵         | ۳         |
| ۱۸   | پایپر نیون   | راو        | ۲۵        | راکل رودریگز | ۲۸:۰۵         | ۲         |
| ۱۹   | تامینا       | راو        | ۱۵        | میشل مک کول | ۱۱:۵۸         | ۰         |
| ۲۰   | چلسی گرین    | بدون برند  | ۹         | ریا ریپلی | ۰۰:۰۵         | ۰         |
| ۲۱   | زلینا وگا    | اسمکدان    | ۱۷        | لیسی ایوانز | ۱۱:۳۰         | ۱         |
| ۲۲   | راکل رودریگز | اسمکدان    | ۲۶        | ریا ریپلی | ۲۰:۴۰         | ۳         |
| ۲۳   | میا ییم      | راو        | ۲۴        | پایپر نیون | ۱۷:۴۴         | ۲         |
| ۲۴   | لیسی ایوانز  | اسمکدان    | ۲۰        | راکل رودریگز | ۱۴:۰۵         | ۲         |
| ۲۵   | میشل مک کول  | بدون برند  | ۲۲        | ریا ریپلی | ۱۳:۵۳         | ۲         |
| ۲۶   | ایندی هارتول | ان اکس تی  | ۱۸        | سونیا دیویل | ۰۴:۵۱         | ۰         |
| ۲۷   | سونیا دویل   | اسمکدان    | ۲۱        | آسوکا | ۱۰:۱۷         | ۳         |
| ۲۸   | شاتزی        | اسمکدان    | ۲۳        | میا ییم | ۰۸:۳۹         | ۱         |
| ۲۹   | نیکی کراس    | راو        | ۲۷        | لیو مورگان | ۰۹:۱۶         | ۱         |
| ۳۰   | نایا جکس     | بدون برند  | ۱۹        | آسوکا، لیسی ایوانز، لیو مورگان، میا ییم، میشل مک کول، نیکی کراس، پایپر نیون، راکل رودیگز، ریا ریپلی، شاتزی و سونیا دویل | ۰۱:۵۷         | ۰         |